# 8501 Wachholz
8501 Wachholz (1990 TK8) là một tiểu hành tinh vành đai chính được phát hiện ngày 13 tháng 10 năm 1990 bởi L. D. Schmadel và F. Borngen ở Tautenburg.